# Mathcad
Mathcad је рачунарски софтвер намењен верификацији, валидацији, документацији и поновном коришћењу инжењерских калкулација. Појавивши се 1986 на DOS-у, први је донео могућност промене математичке нотације у реалном времену, комбиновано са аутоматским рачунањем.

## Прегелед
Mathcad, програм за инжењерска израчунавања развијен од стране корпорације Parametric Technology, коришћен је од стране инжењера и научника у разним гранама науке – углавном машинству, хемијском, електро, и цивилном инжењерству. Првобитно замишљен и написан од стране Алена Раздоуа (са MIT-а, кооснивача Mathsoft-а), Mathcad је сада у поседу PTC-а и сматра се првом рачунарском апликацијом која аутоматски израчунава и проверава конзистенцију мерних јединица у инжењерству попут међународног система јединица (SI), кроз цео низ израчунавања. Mathcad данас поседује неке способности рачунарског алгебарског система, али је остао оријентисан ка лакоћи употребе и симултаној документацији нумеричких инжењерских апликација.
Mathcad је оријентисан на радно окружење у ком су једначине и изрази формулисани и манипулисани у истом графичком формату у којем су и приказани (WYSIWYG) - што је у супротности са стварањем само празног текста, приступом који су применили други системи попут система Mathematica и Maple.
Mathcad је део ширег система за развој софтвера развијан од стране корпорације PTC, често се примењује за много аналитичких прорачуна у оквиру процеса инжењерских система. Интегрише се са осталим производима корпорације PTC који потпомажу развој производа, укључујући Creo Elements/Pro, Windchill и Creo Elements/View. Његова функција-интеграција нивоа са програмом Creo Elements/Pro омогућава да се Mathcad аналитички модели директно користе за покретање CAD геометрије, а њена структурална свесност унутар Windchill-а дозвољава да се тренутна израчунавања поново користе и примењују за остале дизајн моделе.

## Преглед способности
Сучеље Mathcad-а дозвољава корисницима комбиновање различитих елемената (математике, дескриптивног текста, и пратећих слика) у форми радног листа, који је читљив. Пошто је математика језгро програма, она је инхерентно жива, динамички вршећи прорачуне како се задате вредности мењају. Ово дозвољава просту манипулацију унесених променљивих, претпоставки, и израза који се ажурирају у реалном времену. Примери у даљем тексту служе да прикажу обим способности Mathcad-a више него што дају конкретне детаље о индивидуалној функционалности производа.
- Коришћење бројних нумеричких функција, кроз примере попут статистике, анализе података, обраде слике и обраде сигнала
- Аутоматско управљање јединицама у радном листу, спречавање неисправних операција и аутоматско извршавање смањења јединица
- Решавање система једначина, попут обичних диференцијалних једначина и парцијалних диференцијалних једначина уз помоћ неколико метода
- Налажење корена полинома и функција
- Симболичко рачунање и манипулација израза, укључујући ситеме једначина
- Стварање параметарских 2D и 3D графика и дискретних графика података
- Стандардни, читљиви математички изрази у оквиру уграђених програмских конструкција
- Извршавање векторских и матричних операција, укључујући сопствене вредности и сопствене векторе
- Цртање криве и извршавање регресионе анализе над експерименталним низом података
- Извршавање статистичких и експерименталних функција и графика, као и процена расподеле вероватноће
- Увоз и извоз из осталих апликација и типова датотека, као што су Microsoft Excel и MathML.[2]
- Укључивање референци ка осталим Mathcad радним листовима за поновну употребу простих инжењерских метода
- Интеграција са осталим инжењерским апликацијама, као што су CAD, FEM, BIM и алати за симулацију, као помоћ при дизајну производа, програми Autocad, Ansys, Revit

Иако је Mathcad оријентисан ка корисницима који се не баве програмирањем, такође се користи у комплексним прокетима који за циљ имају визуелизацију решења математичког моделовања користећи се дистрибуираним рачунањем и спаривањем са програмима написаним у традиционалним програмским језицима као што је C++.

## Треутна издања
Почетком 2015. су постојала два активно одржавана Mathcad издања и једна бесплатна експрес верзија доступна корисницима:
- Mathcad 15.0 је избачен у јуну 2010. Први печ је пуштен новембра 2010. Mathcad 15.0 је наредно прогресивно издање традиционалне линије производа, користећи исти радни лист, структуру података и екстензије као и његов претходник, Mathcad 14.0.
- Mathcad Prime 3.0, проивод последње генерације, избачен је октобра 2013. Произвођач, PTC , наводи да ће овај производ имати све већу функционалност са сваким наредним годишњим издањем, све док Mathcad 15.0 печеви не престану, формирајући јединствену, прилагодљиву, и функционално еквивалентну апликацију. Сучеље The Mathcad Prime-а је више графички интерактивно, и преузело је од Microsoft-a флуентно корисничко сучеље као приступ за организациу задатака различитих елемената креације радних листова и интеракције са њима.
- PTC Mathcad Express Free-for-Life Engineering Calculations Software - Mathcad Prime је једномесечна пробна верзија, али при навршавању тридесетодневног периода, даље коришћење PTC Mathcad Express-а је могуће на неограничено време. Овај Freemium приступ представља нову стратегију корпорације PTC. Преглед и обележавање инжењерских бележака се сада може извршавати без захтева да сви чланови тима морају поседовати пуне Mathcad Prime лиценце.[3]

## Платформе рачунарских оперативних система
Mathcad је тренутно апликација доступна само на оперативном систему Windows. Тренутна издања Mathcad 15.0 и Mathcad Prime 1.0 су подржана на 32-bit и 64-bit верзијама оперативних ситема Windows XP, Windows Vista, and Windows 7. Тренутна издања су само 32-bit апликације. While users do utilize emulation to establish other platform operability, Mathcad’s last officially supported, natively installed Mac OS release was on January 8, 1998. This version can still be run on Macintosh computers that support the Mac OS X Classic Environment or SheepShaver.

## Подршка
Након што је PTC купила Mathcad године 2006., направљене су промене у политици подршке за Mathcad. Те промене су подразумевале да корисници са лиценцама без права на одржавање нису више могли да добијају ажурирања, укључујући исправке багова, све док не купе лиценцу са правом на одржавање. Иако се ово није свидело неким дугогодишњим корисницима, ово је била стандардна политика корпорације PTC и за све остале њене производе. Цена Mathcad уговора за одржавање за једну јединицу је отприлике половина цене лиценце за надградњу у време кад је Mathcad пуштен у продају, а даје кориснику права на добијање наредних верзија и поправку багова, приступ садржају за инжењере, техничку подршку, самоуслужне алате за трансфер лиценце, и још пуно тога.
Mathcad Business Unit је скорије ажурирао своју политику подршке. За Mathcad 15.0 и будуће верзије Mathcad-а, прва година права на одржавање и помоћ је укључена у цену куповине или цену надградње.
Септембра 2014, због брзе промене технологије и одлуке Microsoft-а да повуче оперативни систем Windows XP, PTC укида подршку за Mathcad на оперативним системима Windows Vista и XP са избацивањем програма PTC Mathcad Prime 3.1 и PTC Mathcad 15.0 M040.

## Снимак екрана последњих Mathcad верзија
- Mathcad 2.52 (1989)
- Mathcad 3.1 (1992)
- Mathcad PLUS 6.0 (1995)
- Mathcad 13.0
- Mathcad 15.0
- Mathcad Prime 1.0
- Mathcad Prime 1.0 working session